# Kawachinagano, Ōsaka
Kawachinagano (河内長野市 Kawachinagano-shi) là thành phố thuộc tỉnh Ōsaka, Nhật Bản.